# Río Apurímac
Der Río Apurímac (Quechua: Apurimaq) ist ein Fluss im Südosten Perus. Er gilt seit Mitte des 20. Jahrhunderts als Quellfluss des Amazonas und ist etwa seit 1975 als solcher anerkannt.

## Name
Der Name übersetzt aus dem Quechua (Apu = „Herr/Berggott“, rimay = „sprechen“) bedeutet „sprechender Herr“ oder „sprechender Gott“. Er ist Gegenstand zahlreicher Erzählungen der Inka und Namensgeber der peruanischen Region Apurímac.

## Flusslauf
Der Río Apurímac entsteht südwestlich von Caylloma aus dem Zusammenfluss von Río Santiago und Río Huarhuarco. Nach etwa 20 km mündet ihm der Río Hornillos zu, dessen Quelle am Nevado Mismi als Amazonasquelle anerkannt wird. Nach weiteren 32 Kilometern treffen die Nebenflüsse Río Cerritambo von rechts und Río Callumani von links auf den Río Apurímac. Diese Stelle, 29 km südwestlich der Provinzhauptstadt Yauri, bildet das Kernstück des 2017 gegründeten regionalen Schutzgebietes Tres Cañones. Der Río Apurímac durchquert das Andenhochland von Zentral-Peru in überwiegend nördlicher Richtung und vereinigt sich nach einer Strecke von 730,7 Kilometern mit dem Río Mantaro zum Río Ene. Dieser wird später zum Río Tambo und fließt dann bei Kilometer 1069,8 in den Río Ucayali, der wiederum zusammen mit dem Marañón den Amazonas bildet.
Der extrem steile Apurímac überwindet von seinem Ursprung von etwa 5020 m auf nur 600 Kilometer Länge 3520 Meter Höhenunterschied bis auf eine Höhe von 1500 m. Der Apurímac ist somit einer der reißendsten Flüsse der Welt. In der Regenzeit bei Hochwasser entwickelt er in der Schlucht einen ohrenbetäubenden Lärm. Rafting-Abenteurergruppen mit Schlauchbooten erleben am Apurímac oft ein Fiasko. Ureinwohner (Indigenas) raten von solchen Raftingtouren ab, denn Todesfälle sind nicht selten.
Über den Fluss verläuft als Besonderheit die aus Gras geflochtene Hängebrücke Q’iswachaka.

## Die größten Zuflüsse
Zu den größten Zuflüssen gehören (flussabwärts):
- Río Hornillos (rechts)
- Río Salado (rechts)
- Río Livitaca (links)
- Río Velille (links)
- Río Santo Tomás (links)
- Río Vilcabamba (links)
- Río Pachachaca (links)
- Río Pampas (links)
- Río Piene (links)

## Amazonas-Quelle
Seit den 1930er Jahren wird die mündungsfernste Quelle des Amazonas-Stromes im Quellgebiet des Ucayali gesucht. Die genauere Lage der Quelle blieb aber lange unklar. Nachdem auch andere Ucayali-Seitenarme als Quellflüsse des Amazonas ins Auge gefasst worden waren, wurde in den 1950er Jahren der 5239 m hohe Berg Cerro Huagra favorisiert, wo sich die Quellen des Hauptarms des Apurímac befinden. 1969 schlug der peruanische Geograph Carlos Peñaherrera del Águila erstmals das Bergmassiv Nevado Mismi als Quellgebiet vor, in dem die entferntesten Quellen des Apurímac liegen, die über den Seitenarm Hornillos in den Apurímac entwässern. 1971 bewies der US-Amerikaner Loren McIntyre die maßgebliche Stellung des Apurímac als längster Ucayali-Zufluss; etwa ab 1975 war der Apurímac als Quellfluss des Amazonas allgemein anerkannt. Die Lage der Amazonas-Quellen im Apurímac-Quellgebiet in Südperu wurde durch mehrere Expeditionen und Untersuchungen in den 1990er und 2000er Jahren bestätigt, darunter Daten der Shuttle Radar Topography Mission (SRTM) der NASA im Jahr 2000 und eine Expedition der National Geographic Society im gleichen Jahr. Seit 2007 ist die Apacheta-Schlucht am Nevado Quehuisha, dem westlichen Nachbarberg des Mismi, als offizielle Amazonas-Quelle anerkannt.
Neuerdings haben zwei Wissenschaftler die Frage der entferntesten Amazonas-Quelle erneut aufgeworfen und neben dem Río Apurímac einen anderen Ucayali-Zufluss als noch weiter entfernte Wasserquelle des Amazonas identifiziert, nämlich den Río Mantaro, einen Quellfluss des Río Ene, dessen entfernteste Quelle etwa 150 km nordöstlich von Lima in der Umgebung des Junín-Sees in einer tropennäheren Region Perus liege und der Studie zufolge 75–92 km weiter von der Amazonas-Mündung entfernt ist als das Quellgebiet am Nevado Mismi. Allerdings liefern diese Quellen anders als der Apurímac wohl keinen kontinuierlichen Zufluss zum Amazonas.